# 郭松林
郭松林（1833年-1880年），字西堂，号子美，湖南湘潭人，平定太平天国捻軍之湘軍、淮軍、清軍名將；平西捻，赐黄马褂，予轻车都尉世职。授湖北提督，调直隶。光绪六年，卒於官，优恤，建专祠，谥武壮。

## 生平
咸丰六年（1856年），隶曾国荃军，从援江西，叙奖把总。进围吉安府城，七年，石达开率悍党来援，邀击於吉水三曲滩，松林首陷阵，多斩获。八年，随克吉安，擢守备。十年，围安庆，会剿陈玉成於小池驿，进壁集贤关，每战皆捷。十一年，攻克安庆，擢游击，赐号奋勇巴图鲁。克庐江、无为、运漕镇，下沿江要隘，擢参将。
同治元年，李鸿章率淮军八千赴上海。郭松林与太平军忠王李秀成慕王谭绍光大战沪西，破太平軍众十万。会攻太仓，砲击城隳，士卒争进，浮桥断，太平軍乘之，死数百人，松林力御，始得收军。二年，攻克太仓，会克昆山、新阳，被任命为总兵。
李秀成合水陆数十万援江阴，进攻常熟，刘铭传谋乘太平軍未定击之。太平軍北自北漍，南至张泾桥，东自陈市，西至长寿，纵横六七十里，筑垒凭河，势大炽。铭传进北漍攻其左，松林进南漍攻其右，周盛波等进麦市桥为中路，黄翼升以水师助之。松林败太平軍陈市，越南漍趋张泾，挥刀荡决，血染衣尽赤，太平軍大溃走。铭传、盛波等同破太平軍，又破太平軍於麻塘桥，松林受矛伤，既而苏州、无锡皆复，加头品顶戴。
三年三年，克宜兴、大破三河口太平軍营，太平軍争道，六浮桥尽断，尸塞河，水为不流。克常州，进剿浙西，克长兴，复湖州，功皆最。太平軍走广德、徽州，合江宁、杭州太平軍自江西窜闽。四年，李鸿章檄松林率五千人航海赴援，克漳州，太平軍窜广东嘉应，遂破灭。

### 剿捻軍
同治五年，曾国荃调郭松林率新募湘军剿捻軍於德安，复败之皁河、杨泽。十一月，追至臼口，中伏，松林伤足，卧地不能起。将卒不见松林，复闯入阵，负而出之。弟郭芳珍战死。松林以创重假归。
同治六年十一月，创愈，李鸿章令统万人号武毅军。时东捻任柱已毙，馀党走寿光，松林要击，破之杞城。捻軍沿海南走，阻瀰河，捻酋牛喜子麾白旗贼犯刘铭传军；赖文光麾蓝旗贼犯松林军。两军纵击，贼大溃，寿光民圩皆出助杀，捻軍赴瀰河死，浮尸二万馀，俘万馀人，夺获骡马二万匹。捻軍酋徐昌先、首王范汝增、任定皆伏诛。赖文光凫水南奔，松林疾驰六百里，追至清江。文光至扬州瓦窑铺，为吴毓兰所擒。东捻平。
同治七年春，西捻犯北京畿辅，松林破之於茌平。自临邑筑长围至马颊河，松林偕潘鼎新、王心安守之，败捻軍於海丰，追至德州，历十六昼夜，斩捕过半。六月，松林会潘鼎新大破之沙河，俘斩四千。捻走黄、运、徒骇河间，松林与铭传纵横要击，张总愚赴水死。西捻平，赐黄马褂，予轻车都尉世职。授湖北提督，调直隶。
光绪六年，卒於官，优恤，建专祠，谥武壮。

## 延伸阅读
[在维基数据编辑]
 《清史稿·卷431》，出自趙爾巽《清史稿》